# Électricité de Marseille
L'Électricité de Marseille est une société de distribution qui a opéré pendant toute la première moitié du XXe siècle à Marseille.

## Histoire
La Compagnie d’Électricité de Marseille, fondée en 1906 et appelée aussi Compagnie Générale d'Électricité de Marseille, qui avait pour actionnaire la Compagnie générale d'électricité, a fusionné en 1924 avec sa rivale locale, la Société du Gaz et de l’Électricité de Marseille pour créer la société L’Électricité de Marseille, au capital de 120 millions de francs. Son siège social était à Paris, au 54, rue La Boétie. En 1936, c'est la 13e capitalisation à la Bourse de Paris, avec 760 millions de francs. Réquisitionnée pendant la Seconde Guerre mondiale, alors qu’elle comptait 225 000 abonnés, nationalisée en 1946, elle sera intégrée à Électricité de France.
La Compagnie d’Électricité de Marseille avait fait construire en 1905 une puissante usine électrique, au cap Pinède plus connue sous le surnom des « huit cheminées » (huit groupes électrogènes de 25 000 kW).
La Société du Gaz et de l’Électricité de Marseille disposait, elle, de centrales à Arenc, et Sylvabelle. Les réseaux de l'Électricité de Marseille, recevaient en temps normal de l'énergie hydraulique, des Alpes et du Massif Central et même des Pyrénées.